# 須磨ベルトコンベヤ
須磨ベルトコンベヤ（すまベルトコンベヤ）は、かつて兵庫県神戸市西区及び須磨区に存在していた総延長約14.5kmの土砂運搬施設（ベルトコンベア）である。神戸市西区の神戸複合産業団地と須磨区の須磨海岸を結び、1964年1月16日から2005年9月12日まで稼働していた。このコンベヤで運ばれた土砂を使って、ポートアイランド、六甲アイランド、神戸空港島が造成された。

## 概要

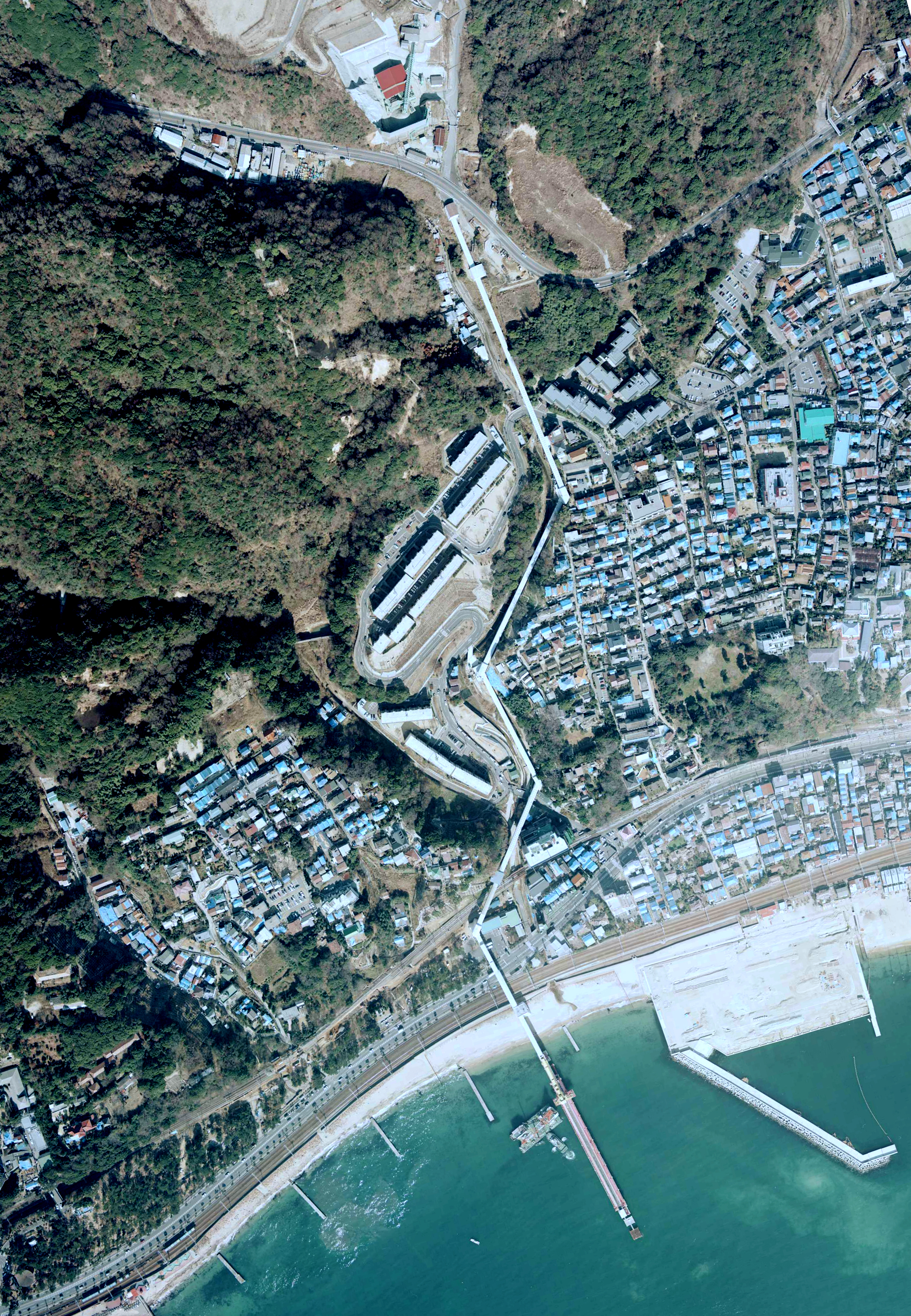
須磨ベルトコンベヤ南端部周辺の空中写真。。（1995年2月11日撮影の2枚を合成作成）

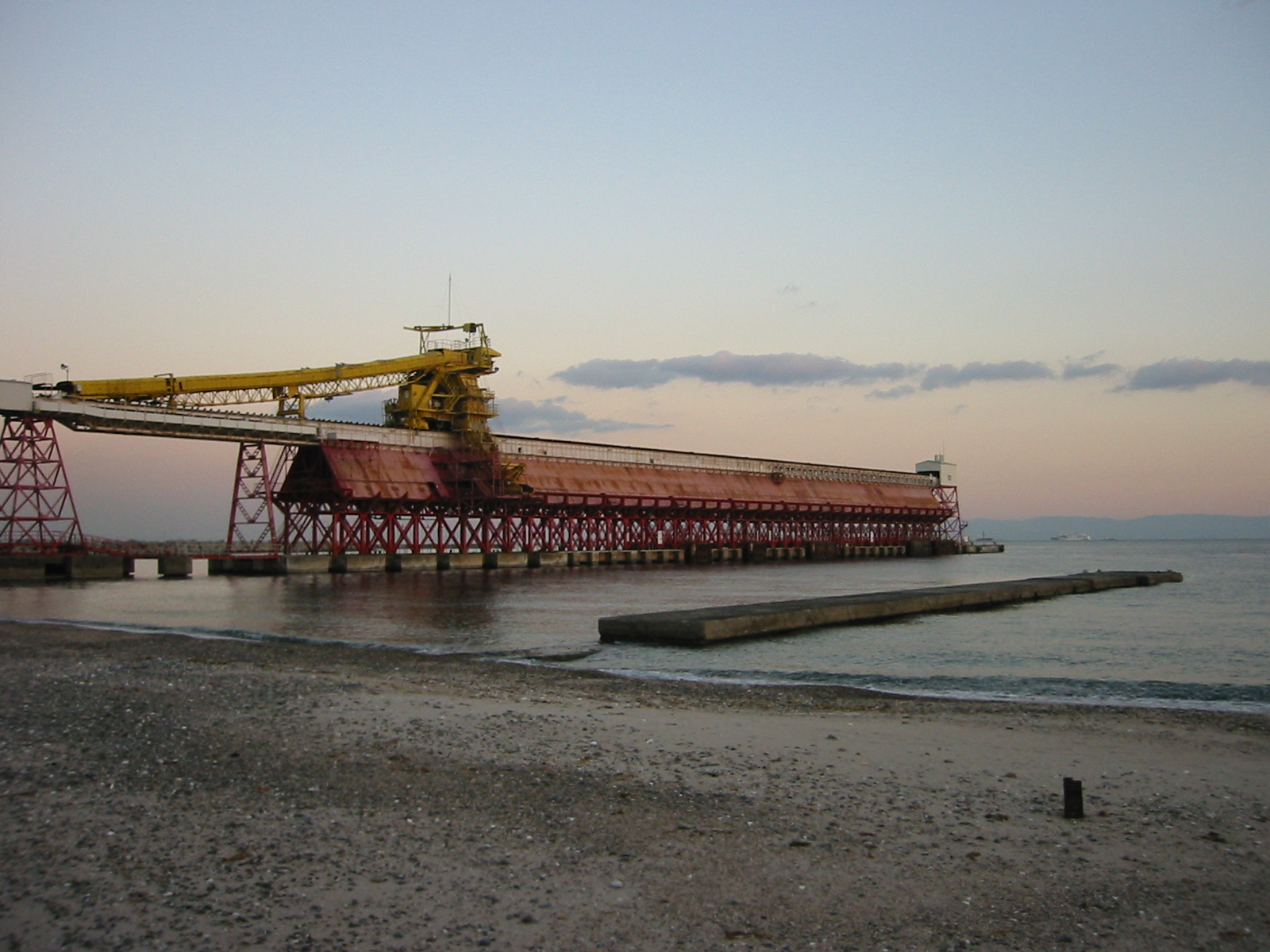
須磨ベルトコンベア南端の積込施設（2005年撮影）

神戸市は、海岸に沿った狭い平野の背後に急峻な六甲山系の山々が連なっていて、さらにその背後には広大な丘陵地があり、人口は狭小な海岸平野に集中していた。そんな中、1965年に示された｢第一次神戸市総合基本計画｣において、このような人口の偏在を是正するために、内陸部の開発と、港湾地域への都市機能の充実の2つの方向性が示された。この内陸部と臨海部の2つの市街地開発を同時に実現する方策として、内陸部で土砂を採取して平坦な土地を造成しつつその土砂で埋立てを行う手法が採られた。
埋立用の土砂採取地は高倉山とし、多井畑を含めて約140 m切り下げ、4,000万 m3の土砂を採取する計画となり、このうち3,500万 m3はベルトコンベヤで須磨海岸に送りそこから船で埋立地まで運ぶこととされた。ダンプトラックで土砂を運ぶ方法では道路の混雑や騒音・排ガスなどの環境問題が著しく、当時は公害が社会問題化していたこともあって、専用のベルトコンベヤで土砂を運ぶ方法が採用された。高倉山から須磨海岸まで約1 kmの間には住宅地があり、山陽電気鉄道やJRの線路、国道2号などの主要幹線も通っていたため、これらを避けるために、一ノ谷川に沿った高架のベルトコンベヤが計画され、1963年1月に建設着手、翌1964年1月16日に稼働を開始した。採取した土砂はポートアイランドの造成に使用され、採取地は須磨ニュータウンの一部である「高倉台団地」として開発された。
幅は当時の日本で製造できる最大の2.1 m、運搬速度は150 m/分、平均運搬能力は4,600 t/時であった。コンベヤの起点であった高倉には20,000 m3の一時貯留施設を設置してベルトに載せる土砂量を調整し、海岸にはコンベヤの運搬能力の2時間分に相当する6,000 m3のホッパーを設置して土運船に積み込んだ。須磨海岸には海水浴場や海苔の養殖場があったため、船積施設は海岸から250 m張り出すこととなり、同時に台風時の風波の抵抗を少なくするため桟橋構造が採用された。
1969年、造成中のポートアイランドの土砂需要増大と六甲アイランドの埋立計画の浮上により、第2期の須磨土砂採取計画が立案された。それに伴い、土砂の採取地及び開発地は、昭和40年代後半には高倉台団地から現在横尾団地、名谷団地、神戸総合運動公園、西神ニュータウン（神戸流通業務団地、神戸研究学園都市）のある土地へと移り、それに伴いベルトコンベヤも地下方式で延伸された。名谷地区で市道と神戸市営地下鉄西神・山手線の線路を横断する部分は高架で建設された。開発地が内陸に移るにつれ、土質は花崗岩が風化してできた真砂土から、シルト分の多い神戸層群・大阪層群へと変化し、ベルトコンベヤ技術にも改良が加えられた。
1996年には｢第3次神戸市総合基本計画｣が策定された。これにおいて、西神地域の更なる整備と明石海峡大橋の地域開発効果を発揮させるため、木津・木見地区に神戸複合産業団地の整備が計画され、これをポートアイランド第2期と新たに計画された神戸空港の土砂源（8,000万 m3）とすることとなった。神戸複合産業団地の計画地は神戸流通業務団地から5 km以上離れた場所にあったことから、須磨ベルトコンベヤは大幅に延伸し、全長は14.5 kmに達した。その間には農振地域、風致地区、兵庫県指定の原生林等があったことから、全線を地下で建設し、機械室も地下に設けることとなった。また、コンベヤに求められる運搬能力は9,000 t/時となり、コンベヤの速度増加、高倉ストックパイルへのベルトフィーダー導入による効率化などの能力強化も行われた。
2002年、｢大型開発は空港を最後にその後の予定はなく、ベルトコンベヤの役割は終わった｣として、ベルトコンベヤ撤去の方針が示された。そして、2005年9月12日、神戸複合産業団地にて最後の土砂投入式、須磨桟橋にて最終船の出発式、神戸空港島にて最後の揚土式が行われ、約41年8ヶ月に渡る稼働を終了した。この間に運搬した土砂量は約5億7,800 t（約3億2,000万 m3）であった。

### 運用終了後
須磨ベルトコンベヤの撤去にあたっては、道路や鉄道の上部を占用している箇所から先行的に実施することとし、地中部は健全度調査を行って老朽箇所については充填、転用可能な箇所については利活用の検討が行われた。最終的に神戸総合運動公園以北の約7 kmが「産業遺産」として残り、2007年から民間利用を実施している。温度や湿度が一定に保てるトンネル内部の特長を生かし、一時は神戸ワインの貯蔵庫になったり、緑化パネルに用いるコケの栽培地になったりした。また、トンネルの高さや神秘的な内部の構造が制作会社の目に留まり、映画の撮影地としても使用されている。これまで『デスノート Light up the NEW world』（2016年）や『鋼の錬金術師』（2017年）などで撮影地として使用された。